# Casali del Manco
Casali del Manco är en kommun i provinsen Cosenza i regionen Kalabrien i Italien. Kommunen hade 10 025 invånare (2017).
Casali del Manco bildades 2017 genom en sammanslagning av de tidigare kommunerna Casole Bruzio. Pedace, Serra Pedace, Spezzano Piccolo och Trenta.